# Studebaker-Packard-Hawk-Serie
Die Studebaker-Packard-Hawk-Serie waren PKWs, die von der Studebaker-Packard Corporation in den Jahren 1956 bis 1964 hergestellt wurden. Alle Fahrzeuge mit Ausnahme des Packard Hawk von 1958 beruhten auf Studebaker-Konstruktionen. Die 2-türigen, 4-sitzigen Coupés und Hardtops wurden von der Gesellschaft als "Family Sports Cars" vermarktet. Sie waren Weiterentwicklungen der wundervollen Autos von 1953, die von Robert Bourke, einem führenden Designer der Agentur Raymond Loewy, entworfen wurden. Die Überarbeitung von 1962 als GT Hawk wurde von einem anderen bekannten Designer, Brooks Stevens, durchgeführt.
| Model             | 1956 | 1957 | 1958 | 1959 | 1960 | 1961 | 1962 | 1963 | 1964 |
| ----------------- | ---- | ---- | ---- | ---- | ---- | ---- | ---- | ---- | ---- |
| Flight Hawk       | X    |      |      |      |      |      |      |      |      |
| Power Hawk        | X    |      |      |      |      |      |      |      |      |
| Sky Hawk          | X    |      |      |      |      |      |      |      |      |
| Golden Hawk       | X    | X    | X    |      |      |      |      |      |      |
| Silver Hawk       |      | X    | X    | X    |      |      |      |      |      |
| Packard Hawk      |      |      | X    |      |      |      |      |      |      |
| Hawk              |      |      |      |      | X    | X    |      |      |      |
| Gran Turismo Hawk |      |      |      |      |      |      | X    | X    | X    |

1956 wurden vier Hawk-Modelle herausgebracht, deren untere drei sich die Motoren mit den drei Studebaker-Modellreihen teilten. Die zwei Coupés: Der Flight Hawk hatte die alte, aber wirtschaftliche Reihensechszylinder-SV-Maschine des Champion, der Power Hawk den 4,2 Liter - OHV - V8 des Commander. Die zwei Hardtops: Der Sky Hawk teilte sich den größeren 4,7 Liter - OHV - V8 und die Luxusausstattung mit dem President und der Golden Hawk stand an der Spitze der Modellreihe. Der Golden Hawk, ausgestattet mit dem großen 5,8 Liter - V8 von Packard mit 275 bhp (202 kW) Leistung, wurde zum besten Hochleistungswagen des Jahres gewählt. Manche Leute denken, dass Studebaker-Packard durch die Kombination des stärksten Motors mit dem kleinsten und leichtesten Aufbau das erste Muscle-Car, acht Jahre vor dem Erscheinen des Pontiac GTO, kreiert hatte. Der Wagen hatte das zweitniedrigste Leistungsgewicht aller amerikanischen Serienfahrzeuge. Zeitgenössische Fahrtests bewiesen, dass der Golden Hawk die Viertelmeile schneller bewältigte als die Corvette, der Thunderbird oder der Chrysler 300 B. In der Höchstgeschwindigkeit reichte nur der Chrysler 300 B an den Golden Hawk heran.
1956 wurden die Packard-Fabriken in Detroit und Utica geschlossen und der Packard-V8-Motor damit eingestellt. 1957 wurden Studebaker mit Packard-Firmenzeichen in South Bend (Indiana) hergestellt und verkauft, um die Verträge mit den Packard-Händlern zu erfüllen. Der Packard-V8 wurde nicht mehr hergestellt, und so wurde der Golden Hawk mit dem größten V8 von Studebaker mit 4,7 Liter Hubraum und Kompressor ausgerüstet und leistete 275 bhp (202 kW). Die Modellreihe wurde vereinfacht: Der Sky Hawk wurde eingestellt, weil er zu nahe am Golden Hawk war, und die beiden kleineren Modelle durch den Silver Hawk ersetzt. Den gab es entweder mit Reihensechszylindermotor oder mit dem 4,2 Liter - V8. 1958 gab es eine luxuriösere, überarbeitete Version des Golden Hawk, der im Rahmen des Badge-Engineering Packard Hawk hieß.
1959 waren drastische Maßnahmen nötig, um Studebaker von dem Ruin zu retten: Der Golden Hawk, die gesamte Packard-Modellpalette und die anderen bisher produzierten Studebaker verschwanden; es gab nur noch den Silver Hawk zusammen mit dem neuen Studebaker Lark. Dies war ein Entscheidungsjahr für Studebaker, aber es stellte sich heraus, dass man mit dem Lark genau den Publikumsgeschmack getroffen hatte. Der Silver Hawk diente als Publikumsmagnet und wurde so weiterhin hergestellt; nachdem es das einzige verbliebene Hawk-Modell war, nannte man es einfach "Studebaker Hawk", und so wurde es bis Ende 1961 weitergebaut.
1962 kam ein überarbeitetes Hawk-Modell heraus, der GT Hawk. Das neue Styling wurde gut angenommen und der Wagen verkaufte sich 1962 recht gut. Ab 1963 aber befanden sich die Studebaker-Verkaufszahlen in einer Todesspirale. Obwohl der Super Hawk von 1964 mit der aufgeladenen Maschine der beste je gebaute Hawk war – er hatte Vierganggetriebe, ein Differential mit begrenztem Schlupf, Scheibenbremsen vorne und eine sportliche Radaufhängung –, wurde seine Produktion mit den anderen Studebaker-Modellen in den USA 1964 eingestellt. 
Im Zeitraum von 1942 bis 1946 gab es aufgrund des Zweiten Weltkrieges nur eine eingeschränkte zivile Fahrzeugproduktion. Im Jahr 1966 erfolgte die Einstellung der Pkw-Produktion, daher gab es ab 1967 keine Studebaker-Modelle.